# Bärdä (ort)
Bärdä eller Berde (azerbajdzjanska: Bərdə, ryska: Барда, armeniska: Պարտավ) är huvudorten i distriktet Bärdä i mellersta Azerbajdzjan. Orten ligger cirka 230 kilometer väster om huvudstaden Baku, på en höjd av 77 meter över havet och antalet invånare 2014 var 37 372.
Under kriget 2020 mellan Azerbajdzjan och Armenien besköts staden den 28 oktober 2020. Minst 19 civila dog.

## Geografi
Terrängen runt Bärdä är platt, och sluttar brant österut. Trakten är tätbefolkad. Bärdä är det största samhället i trakten.